# ザ・グレイトバトルIII (漫画)
『ザ・グレイトバトルIII』（ザ・グレイトバトルスリー）とは、バンプレストによるコンパチヒーローシリーズの同名ゲームソフトを原作とする漫画作品。および同作品と「バトルベースボール」「バトルドッジボールII」を原作とした漫画の計3作品を同時収録した単行本の名前。3作品いずれも「コミックボンボン」（講談社）に連載された。作者はときた洸一。

## ストーリー

### バトルベースボール
ヒーローもライバルも共存して暮らす世界、コンパチワールド。世界のバランスは環境維持装置によって保たれ、コンパチヒーロー達は日々スポーツを楽しんでいた。その日もライバルズから勝負を挑まれて、ヒーロー達は衛星球場アストロドームでバトルベースボールをするのであった。

### ザ・グレイトバトルIII
アストロドームに隕石が衝突しF91、グレート、RXそしてロアの4人は中世の面影がある世界に飛ばされた。そこで国王からその世界は4人がかつて戦い倒したザンエルとダークブレインに脅かされていることを知った。

### バトルドッジボールII
ダークブレインを倒し、コンパチワールドに戻ったロアを除く3人が目にしたものは、ダークブレインがロアによって封印から解かれたことで復活し、環境維持装置が奪われて闇の力が強まった世界だった。ロアの妹であるエミィからロアがダークブレインに操られていることを知った3人は、ロアを助けるためにβ星闘球王の遺跡に向かった。

## 登場キャラクター
ロア
ダークブレインによって改造されたサイボーグ戦士。コンパチヒーローの新入り。「バトルベースボール」では審判を勤めていたが、隕石の衝撃で過去に飛ばされた。「ザ・グレイトバトルIII」では風の弓矢を装備して戦い、ダークブレインを倒した。しかしその際にダークブレインのダーク細胞を浴びてしまい、「バトルドッジボールII」ではダークロアとしてコンパチヒーローと戦った。しかし闘球王の3つの神器の力と妹であるエミィによって闇の呪縛から解き放たれ、再度ダークブレインを殲滅した。
ガンダムF91
コンパチヒーローの一員。「バトルベースボール」ではヒーローズのサードであったが、隕石の衝撃で過去に飛ばされた。「ザ・グレイトバトルIII」では炎の剣を装備して戦った。
ウルトラマングレート
コンパチヒーローの一員。「バトルベースボール」ではヒーローズのセカンドであったが、隕石の衝撃で過去に飛ばされた。「ザ・グレイトバトルIII」では大地の鉄球を装備して戦った。
仮面ライダーブラックRX
コンパチヒーローの一員。 「バトルベースボール」ではヒーローズのファーストであったが、隕石の衝撃で過去に飛ばされた。「ザ・グレイトバトルIII」では水の槍を装備して戦った。「バトルドッジボールII」ではライダーキラーのRキラーキックにより重傷を負う。
ダークブレイン
悪の帝王。「ザ・グレイトバトルIII」ではザンエルの手によって復活し、ロアと戦うが倒される。「バトルドッジボールII」では再び復活し、ダークロア、ヒーローキラー3人衆を部下としてコンパチワールドを征服したが、闇の呪縛から解き放たれたロアによって敗れた。敗れたものの、エミィを闇の彼方へと連れ去る。
仮面ライダーZO
コンパチヒーローの一員。「バトルドッジボールII」では重傷を負ったRXを救うがF91らの一行には加わらず、ダークブレインが戦っている隙をついて環境維持装置を奪還し、闘球王の3つの神器を最終決戦の場に揃える。
ゴジラ
コンパチヒーローの一員。「バトルサッカー」（単行本未収録）、「バトルベースボール」の両方で、ヒーローズの勝利を決定付けるボールを放った。

## 備考
ゲーム「バトルドッジボールII」でチームセレクトに「ＢＯＭ！ＢＯＭ！」と入力するとこの漫画でのチームを再現した「スーパーヒーローズ」が使用できる。

## 単行本
- ISBN 4063216799 1993年9月6日刊行

雑誌掲載時に事実上第一話であった「バトルサッカー」、及びコミックボンボン増刊号に掲載された「バトルドッジボールII」の後日談が未収録。